# Улица Карла Маркса (Колпино)
Улица Ка́рла Ма́ркса — улица в городе Колпино Колпинского района Санкт-Петербурга. Проходит от Финляндской улицы до Стахановской улицы.

## История
С 1870-х годов называлась 1-й Опи́лочной улицей. Одна из двух улиц, которые вслед за Полуциркульной улицей (ныне улица Коммуны) стали западной границей Колпино. Первая и Вторая Опилочные улицы начинались от Финляндской, так же, как и Полуциркульная. В отличие от Полуциркульной, Опилочные улицы были прямыми. На юге Первая Опилочная улица выходила к Травяному переулку. Название улиц, по бытующему среди местных жителей преданию, произошло от того, что в этот район вывозили опилки, полученные от распила на заводе леса. В 1882 году Первая Опилочная была переименована в Преображе́нскую улицу — в честь праздника Преображения Господня и по случаю приобретения думой соответствующей иконы.
Справа, у пересечения Преображенской улицей с Царскосельским проспектом, была устроена площадь, также носившая название Преображенская. Городской думой планировалось на этой площади возвести церковь Преображения, о чём и декларировалось в документе о переименовании улицы. Застройка состояла в основном из деревянных жилых домов, ничего примечательного из зданий и учреждений на улице не было, не было и торговых лавок. Поблизости от пересечения Преображенской улицы и Сырого переулка находился чугуннолитейный завод, принадлежавший гласному городской думы Т. Д. Ныму. Сам Ным, зарайский мещанин, проживал на Преображенской улице. В настоящее время (2009) на месте небольшого завода Ныма работает предприятие, его здание находится на Павловской улице, но имеет адрес по улице Карла Маркса (дом № 30).
В 1918 году Преображенскую улицу переименовали в улицу Карла Маркса в честь основоположника теории научного коммунизма К. Маркса, имя Маркса получила и Преображенская площадь. Возможно, в 1920-е годы на улице Карла Маркса была устроена заводская проходная, которой пользовались работники механического и термического цехов (соответственно носивших номера 2 и 15). Зимой на площади заливали каток. В 1930-е годы на улице возвели два дома из шлакобетона, в одном из них стал работать первый колпинский детский сад. Протяжённость улицы увеличилась — она протянулась на юг до Пролетарской. До войны улица Карла Маркса имела деревянные мостки, чрезвычайно неудобные для пешеходов.
Во время войны застройка южнее проспекта Ленина была уничтожена пожарами. В первые послевоенные годы улица Карла Маркса на отрезке, примыкавшем к Павловской улице, получила новые дома. Здесь возвели административное здание «Ижорстроя» и общежитие, где жили строители (дом № 13). Однако и по состоянию на 2009 год часть чётной стороны на этом участке всё ещё не имела зданий.

## Здания
- 21 — Городская больница № 33
- 13 — Дом Д.Никитина

## Перекрёстки
- Финляндская улица
- проспект Ленина
- улица Косинова
- Павловская улица
- Стахановская улица